# Illy

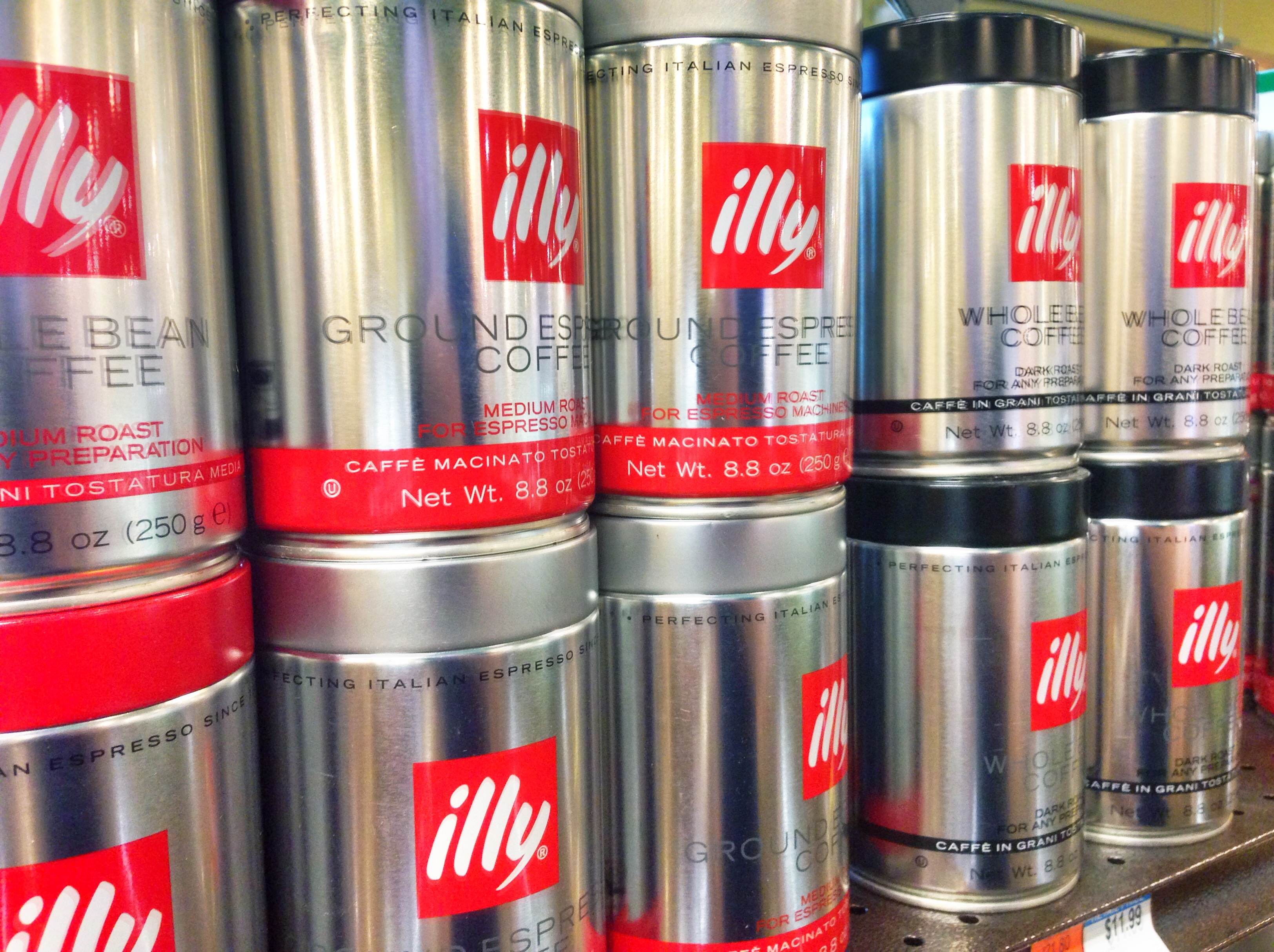
Plechovky s kávou illy.

illy je značka kávy vyráběná od roku 1933 v italském Terstu. illy vyrábí jedinou směs kávy ve třech stupních pražení, a to normálně praženou, tmavě praženou a bez kofeinu. Směsi jsou balené pražené a nenamleté, mleté a pytlíky pro přímou a jednoduchou přípravu espressa, takzvané E.S.E pody.

## Káva
Směsi kávy illy jsou z vybraných různých zdrojů kávy typu Arabica, která má silnější chuť a méně kofeinu než káva typu Robusta.

## Společnost
Nyní je firma illycaffè S.p.A. velkou mezinárodní společností prodávající svoje produkty do více než 130 zemí po celém světě. illy group je skupina mnoha firem sídlících v S. Americe, Libanonu, Francii, Německu Španělsku a Beneluxu.